# 帕尔塔洛阿
帕尔塔洛阿，是西班牙安达卢西亚自治区阿尔梅里亚省的一个市镇。 总面积53km2, 总人口434人（2001年），人口密度8人/km2。